# Краљевина Сасекс
Краљевина Сасекс или Краљевина Јужних Саксонаца (стенгл. Sūþseaxna Rīce) била је један од седам држава англосаксонске хептархије. Простирала се на јужној обали данашње Енглеске. Њене границе су углавном одговарале границама некадашњег краљевства Регненсеса и каснијој енглеској грофовији Сасекс. Велики део територије краљевине Сасекс покрива шума Андред. Према англосаксонског хроници, шума је бола дуга 120 mi (190 km) и 30 mi (48 km) широка. Настањивали су је, углавном вукови, а можда чак и медведи. Била је тако густа да Књига Судњег дана није забележила сва њена насеља.